# Bartolomé Ribelles Dalmau
Bartolomé Ribelles Dalmau (Valencia 1713–1795), arquitecto, fue el encargado de la dirección de las obras de la carretera de Valencia a Barcelona. Perteneciente a la Academia de Bellas Artes de San Fernando de Madrid, fue teniente director de la Academia de San Carlos de Valencia. Sus realizaciones se enmarcan dentro del estilo neoclásico.

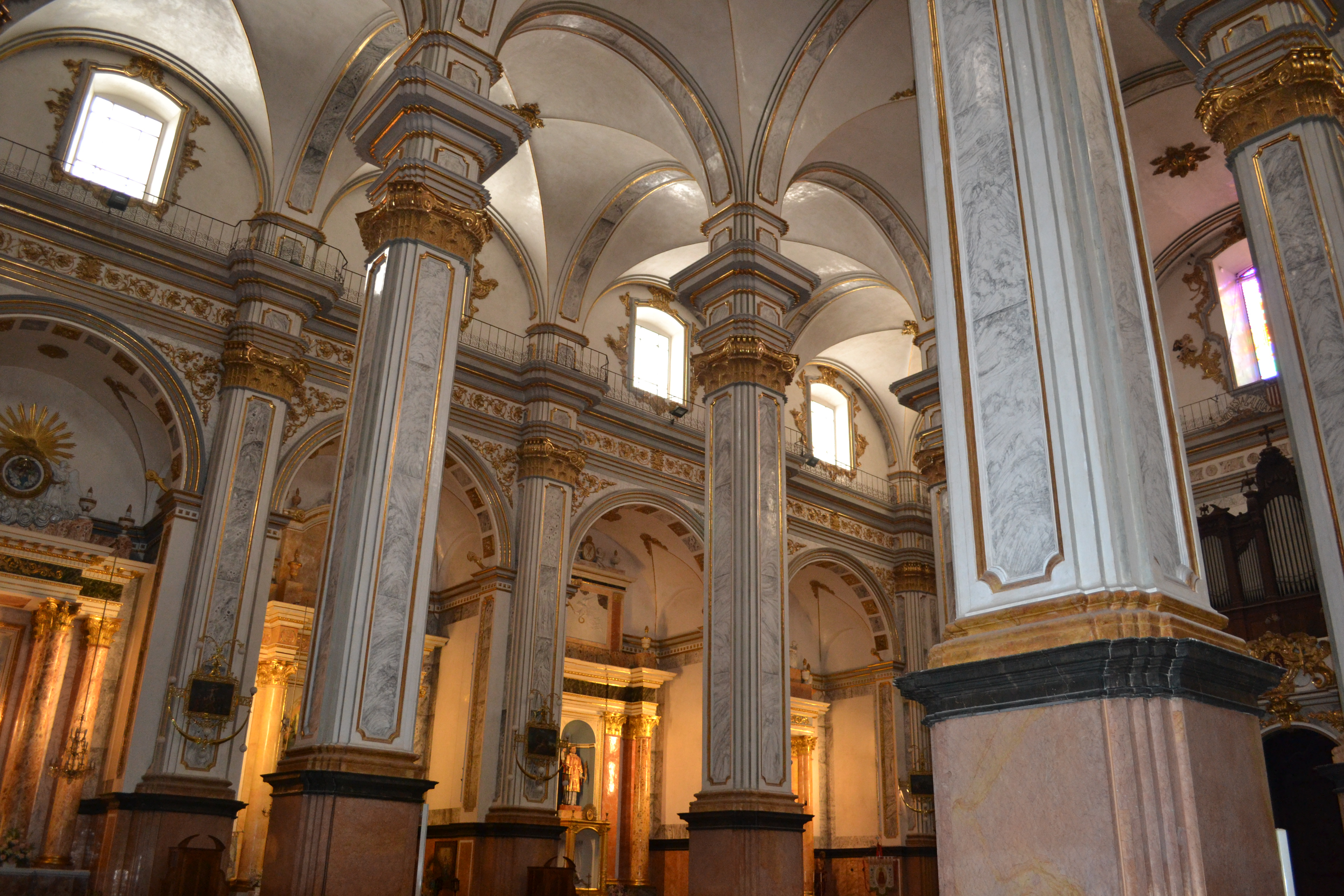
Interior de la Iglesia arciprestal de San Jaime (Villarreal)

Entre sus obras cabe destacar el Pont Nou sobre el río Mijares, construido entre 1784 y 1790, con 13 vanos construidos con sillares y arcos de medio punto, la capilla de la iglesia de la Virgen en Cuart de Poblet, el Camarín del Cristo en la Iglesia del Rosario en el Grao de Valencia y la Iglesia arciprestal de San Jaime de Villarreal.
- Datos: Q8243147